# 長尾西駅
長尾西駅（ながおにしえき）は、香川県木田郡井戸村（現在の三木町大字井戸）にあった高松電気軌道（現在の高松琴平電気鉄道長尾線）の駅。
公文明駅と長尾駅の間に存在した。公文明駅より長尾駅方面へ約100 mの鴨部川鉄橋の西付近と推測される。

## 歴史
正式な廃止時期は不明。
- 1912年（明治45年）4月30日：高松電気軌道の駅として開業。
- 1915年（大正4年）以前：廃止[注釈 2]。

## 駅構造
単式ホーム1面1線を有する駅であった。

## 隣の駅
高松電気軌道
長尾線
井戸駅 - 長尾西駅  - 長尾駅